# Hohenwarsleben
Hohenwarsleben is een plaats en voormalige gemeente in de Duitse deelstaat Saksen-Anhalt, en maakt deel uit van de Landkreis Börde.
Hohenwarsleben telt 1.580 inwoners.